# Bagre (kommun)
Bagre är en kommun i Brasilien.   Den ligger i delstaten Pará, i den nordöstra delen av landet, 1 500 km norr om huvudstaden Brasília. Antalet invånare är 23 855. Arean är 4 397 kvadratkilometer.
Terrängen i Bagre är platt.
I omgivningarna runt Bagre växer i huvudsak städsegrön lövskog. Runt Bagre är det mycket glesbefolkat, med 3 invånare per kvadratkilometer.